# NGC 4085
NGC 4085 este o galaxie spirală situată în constelația Ursa Mare. A fost descoperită în 12 aprilie 1789 de către William Herschel. Se află la o distanță de 19,95 megaparseci de Pământ.